# Utena. Revolutionary Girl
Utena. Revolutionary Girl (jap. 少女革命ウテナ, Shōjo Kakumei Utena, dt. etwa „die Revolution des Mädchens Utena“) ist ein Manga/Anime von Kunihiko Ikuharas Kollektiv Be-Papas. Gezeichnet wurde der Manga vom Mitglied Chiho Saitō, während Kunihiko Ikuhara Regisseur der Animeserie war. Die Manga-Serie wurde im Juni 1996 von der Zeitschrift Ciao gestartet, während der zugehörige Anime erst 1997 ausgestrahlt wurde. Unter dem Titel Adolescence Mokushiroku kam im Jahr 1999 in Japan ein Animefilm in die Kinos.

## Handlung

### Seitokai-hen („Schülerrat-Kapitel“)
Utena Tenjō, ein androgynes Mädchen, wurde in ihrer Kindheit von einem Prinzen so beeindruckt, dass sie beschloss, selbst ein Prinz zu werden und sich daher als Mann verkleidet. Sie besucht das Ohtori-Internat, wo sie sich mit einer Schülerin namens Anthy ein Zimmer teilt. Utena kämpft, um Anthy zu schützen und wird in eine Reihe von Schwert-Zweikämpfen mit der Schülervertretung verwickelt, deren Mitglieder alle um Anthy als Schlüsselfigur einer kommenden Revolution kämpfen. Sie bezeichnen sie als „Rosenbraut“ und der Gewinner eines jeden Duells erhält Anthy als „Preis“.
Mehr durch Zufall, denn aus Absicht „gewinnt“ Utena Anthy, die Rosenbraut, indem sie den Kapitän des Kendo-Teams in einem Duell besiegt. Nachdem Utena nun die derzeitige Verlobte ist, wird sie nach und nach von allen Mitgliedern des Schülerrats aufgesucht und zum Duell um Anthy herausgefordert. Jedes der Mitglieder hat seine eigenen Beweggründe, die Macht zu wollen, die Anthy angeblich besitzt.

### Kurobara-hen(„Schwarze-Rosen-Kapitel“)
Sōji Mikage will Anthy töten und durch den Jungen Mamiya als neue Rosenbraut ersetzen. Getarnt als Leiter eines Seminars für besonders begabte und interessierte Schüler, sucht sich Mikage gezielt Schüler aus, die in einer Beziehung zu den Duellanten stehen und gerade eine emotionale Krise durchmachen. Unter dem Vorwand, Rat und Hilfe anzubieten, manipuliert Mikage sie, um für ihn gegen Utena und Anthy zu kämpfen. Als Erkennungszeichen gibt Mikage seinen Duellanten ein schwarzes Rosensiegel.

### Ōtori-Akio-hen („Akio-Ōtori-Kapitel“)
Nachdem Mikage besiegt und aus der Schule verschwunden ist, überredet „Ende der Welt“, der Drahtzieher hinter allem, die Duellanten des Schülerrats, noch einmal gegen Utena anzutreten. Während die Mitglieder des Schülerrats der Reihe nach verlieren und aus dem Spiel um die Macht die Welt zu revolutionieren ausscheiden, wird Utena von Anthys älterem Bruder Akio Ōtori verführt.

### Mokushiroku-hen („Offenbarungkapitel“)
Schließlich gefährdet Utenas Verhältnis mit Anthys Bruder die Freundschaft der beiden und Utena sieht sich gezwungen, ihre Rolle als Anthys Prinz zu überdenken, als sie den wahren Grund für die Duelle erfährt. Das Duell mit dem Titel Revolution steht unmittelbar bevor.

## Charaktere
- Utena Tenjō (天上 ウテナ): Utena ist die Hauptfigur. Sie ist sportlich, aber schulisch weniger erfolgreich und ungestüm. Gleichzeitig extrem mutig und naiv, benimmt sie sich wie ein Prinz, um sich dem Idol ihrer Kindheit, ein Prinz an dessen Aussehen sie sich nicht mehr erinnern kann, nahe zu fühlen. Die anderen Schülerinnen sind begeistert von Utenas Benehmen.
- Anthy Himemiya (姫宮 アンシー, Himemiya Anshī): Abgesehen davon, dass sie die Rosenbraut ist, ist fast nichts über Anthy bekannt. Höflich, unterwürfig und ihrem gegenwärtigen Besitzer völlig ergeben, verhält sich Anthy wie die Idealvorstellung der japanischen Frau aus früheren Zeiten. Nur von Zeit zu Zeit zeigt sie Anzeichen, dass dies nur eine Fassade ist und sie mehr in sich verbirgt.
- Akio Ōtori (鳳 暁生, Ōtori Akio): Akio ist Anthys älterer Bruder. Dass er durch seine Verlobung mit der Tochter des Besitzers der Akademie zum leitenden Direktor von Ōtori wurde, hält ihn nicht davon ab hemmungslos zu flirten. Er liebt es, die Sterne zu beobachten und lebt praktisch in seinem Planetarium. Sein Name kommt von der japanischen Bezeichnung für den Morgenstern Venus – ake no myōjō (暁の明星).

### Schülerrat
- Tōga Kiryū (桐生 冬芽): Touga ist der Vorsitzende des Schülerrates und der größte Frauenheld auf dem Campus. Bereits aus einer reichen Familie kommend, ist er sehr ehrgeizig und darauf bedacht, Macht zu erlangen. In den Duellen, um die Welt zu revolutionieren, ist ihm daher jedes Mittel recht, sich einen Vorteil zu verschaffen. Erst gegen Ende der Serie, als er sich aufrichtig in Utena verliebt hat, beginnt er, ohne Egoismus zu handeln.
- Kyōichi Saionji (西園寺 莢一): Tougas bester Freund aus Kindertagen und sein Stellvertreter im Schülerrat sowie Kapitän des Kendo-Teams. Saionji hat ein sehr hitziges Temperament, und wenn es um Anthy geht, ist er mehr als besitzergreifend. Der Verlust der Rosenbraut nimmt ihn mit, ebenso wie er es nie begreifen konnte, warum seine Freundschaft mit Touga sich veränderte.
- Juri Arisugawa (有栖川 樹璃): Juri ist der Kapitän des Fechtclubs und exzellent im Umgang mit dem Degen. Schüler wie Lehrer sind eingeschüchtert von ihrer reifen und distanzierten Art, doch in Juris Innerem sieht es ganz anders aus. Sie ist die Schatzmeisterin des Schülerrates.
- Miki Kaoru (薫 幹): Miki ist ein Wunderkind. Der 14-Jährige ist im Fechtclub, spielt meisterhaft Klavier und ist auch akademisch immer der Beste. Ob seine Liebe für Anthy tiefer geht als Schwärmerei, ist nicht klar. Obwohl die Duelle sie zu Gegnern machen, freundet sich Miki mit Utena an. Im Schülerrat hat er die Position des Sekretärs inne.
- Nanami Kiryū (桐生 七実): Nanami ist Tougas kleine Schwester mit einer dramatischen Ader. Eifersüchtig wacht sie darüber, dass kein Mädchen zu viel Aufmerksamkeit von ihrem Bruder erhält und sie aus seinem Herz verdrängen könnte. Im Schülerrat nimmt sie vorübergehend Tougas Platz ein, als dieser aufgrund einer Verletzung ausfällt.
- Ruka Tsuchiya (土谷 瑠果): Ruka taucht nur in zwei Episoden des Ōtori-Akio-hen auf und ist der ehemalige Kapitän des Fechtclubs. Bevor er wegen einer schweren Krankheit die Schule verlassen musste, war er Juris Mentor und ein Mitglied des Schülerrats. Welche Position er innehat, wird nicht bekannt.

### Schwarze-Rosen-Duellanten
- Sōji Mikage (御影 草時, Mikage Sōji): Der Leiter des Mikage Seminars, früher bekannt unter dem Namen Professor Nemuro, möchte Utena und Anthy besiegen und einen Jungen names Mamiya zur Rosenbraut machen. Er ist der festen Überzeugung, dadurch Mamiyas tödliche Krankheit heilen zu können.
- Kanae Ōtori (鳳 香苗, Ōtori Kanae): Kanae ist Akios Verlobte und die Tochter des Besitzers der Ohtori Akademie. Obwohl sie sich alle Mühe gibt, Anthy zu mögen und als kleine Schwester anzusehen, ist sie von deren Benehmen zutiefst beunruhigt.
- Kozue Kaoru (薫 梢, Kaoru Kozue): Mikis Zwillingsschwester steht stets im Schatten ihres Bruders. Ähnlich wie Nanami ist sie darauf bedacht, die Aufmerksamkeit ihres Bruders zu monopolisieren. Zu diesem Ziel gibt sich Kozue äußerst auffällig vielen anderen Jungen hin.
- Shiori Takatsuki (高槻 枝織, Takatsuki Shiori): Shiori ist eine Freundin aus Juris Kindheit mit einem enormen Minderwertigkeitskomplex. Bevor die Serie begann, verführte sie den Jungen, den sie für Juris Liebsten hielt, und verließ Ohtori. Als sie zurückkommt, verhält sie sich anderen gegenüber nett und freundlich, zu Juri jedoch ist sie kalt und absichtlich gemein.
- Mitsuru Tsuwabuki (石路 美蔓, Tsuwabuki Mitsuru): Mitsuru ist erst in der vierten Klasse und ist Nanamis treuer Diener. Lieber heute als morgen wäre er erwachsen, und sein sehnlichster Wunsch ist es, von Nanami als großer Bruder angesehen zu werden wie Touga.
- Wakaba Shinohara (篠原 若葉, Shinohara Wakaba): Wakaba ist das normalste Mädchen an der Schule und Utenas beste Freundin. Hinter ihrer netten und energischen Art versteckt sie zeitweise ihren Kummer, wie die unerwiderte Liebe zu Saionji. Durch Wakaba kommt Utena das erste Mal mit den Duellen in Berührung.
- Keiko Sonoda (苑田 茎子, Sonoda Keiko): Keiko ist die Anführerin von Nanamis drei Handlangern. Sie ist in Tōga verliebt und wird von Nanami verstoßen, als sie ihm zu nahe kommt.

## Konzeption
Die Handlung ist in vier Kapiteln aufgebaut. Das Erste dient hauptsächlich zur Einführung der Figuren und ihrer Geschichten, das zweite führt Sōji Mikage als neuen Charakter ein. Die beiden folgenden Kapitel bilden den Höhepunkt der Handlung.

## Veröffentlichung des Mangas
Der Manga erschien von 1996 bis 1997 im Shōjo-Magazin Ciao des Verlags Shogakukan in Einzelkapiteln in Japan. Die Kapitel erschienen später in fünf Sammelbänden. Autor des Mangas war Be-Papas, die Zeichnungen stammen von Chiho Saitō. Pika Édition veröffentlichte das Werk auf Französisch, Viz Media auf Englisch in den USA und Norma Editorial in Spanien. Es wurde auch ins Italienische, Polnische und Portugiesische übersetzt. 2003 erfolgte bei Carlsen Comics eine Veröffentlichung auf Deutsch unter dem Titel Utena. Revolutionary Girl.
Von Mai bis September 1999 folgte bei Shogakukan die Fortsetzung Shōjo Kakumei Utena: Adolescence Mokushiroku vom gleichen Künstlerteam. Diese erschien auch in einem Sammelband und wurde in mehrere Sprachen übersetzt.

## Adaptionen

### Fernsehserie
1997 wurde eine 39-teilige Anime-Fernsehserie zum Manga produziert, bei der Kunihiko Ikuhara Regie führte, nachdem er zuvor Regisseur bei Sailor Moon war. Bei der Produktion von J.C.Staff und SoftX waren außerdem Shinya Hasegawa als Charakterdesigner und Shichiro Kobayashi als künstlerischer Leiter beteiligt. Die Serie wurde vom 2. April 1997 bis zum 24. Dezember 1997 von TV Tokyo erstmals ausgestrahlt.
Der Anime wurde im nordamerikanischen, französischen, spanischen und philippinischen Fernsehen ausgestrahlt und auch ins Italienische, Russische und Chinesische übersetzt. Eine Veröffentlichung in Deutschland erfolgte bis März 2003 durch Anime Virtual.

#### Synchronisation
| Rolle           | japanischer Sprecher (Seiyū) | deutscher Sprecher |
| --------------- | ---------------------------- | ------------------ |
| Utena Tenjō     | Tomoko Kawakami              | Ranja Bonalana     |
| Anthy Himemiya  | Yuriko Fuchizaki             | Magdalena Turba    |
| Akio Ōtori      | Jūrōta Kosugi                | Tobias Nath        |
| Tōga Kiryū      | Takehito Koyasu              | Tobias Kluckert    |
| Kyōichi Saionji | Takeshi Kusao                | Sebastian Schulz   |
| Juri Arisugawa  | Kotono Mitsuishi             | Katrin Zimmermann  |
| Miki Kaoru      | Aya Hisakawa                 | Hannes Maurer      |
| Nanami Kiryū    | Yuri Shiratori               | Kathrin Neusser    |

#### Musik
Die Musik der Serie wurde komponiert von Shinkichi Mitsumune, die Musik der Duelle stammt von J. A. Seazer. Der Vorspanntitel ist -Rimbu- revolution (-輪舞-revolution) von Masami Okui. Die Abspanne sind unterlegt mit den Liedern truth von Luca Yumi, Virtual Star Hasseigaku (バーチャルスター発生学) von Maki Kamiya und Rose & release von Masami Okui.

### Kinofilm
Unter dem Titel Shōjo Kakumei Utena: Adolescence Mokushiroku kam 1999 ein 80-minütiger Film zur Serie in die japanischen Kinos. Dieser erschien als Utena – The Movie 2007 auf Deutsch auf DVD bei Anime Virtual.

### Videospiel
Sega veröffentlichte für den Sega Saturn ein japanisches Adventure zu Utena mit dem Titel Shōjo Kakumei Utena: Itsuka Kakumeisareru Monogatari (少女革命ウテナ いつか革命される物語).

### Theatervorführungen
In Japan wurden drei Theaterstücke basierend auf dem Manga vorgeführt. Das erste, Musical - Shōjo Kakumei Utena (ミュージカル・少女革命ウテナ), im Dezember 1997 im Hakuhinkan Theater in Tokio. Shōjo Kakumei Utena Makai Tensei Mokushiroku Hen – Reijin Nirvana Raiga (少女革命ウテナ魔界転生黙示録編～麗人ニルヴァーナ来駕～) folgte im Mai und Juni 1999 im Zamza Asagaya Theater. Das dritte war Shōjo Kakumei Utena – Choros Gensō Seimeitai (少女革命ウテナ～コロス幻想生命体～), das im September und Oktober 2000 in der Amasaki Piccolo Theater Center Hall der Präfektur Hyōgo aufgeführt wurde.

## Analyse
Laut Patrick Drazen stellt die Handlung vor allem den Konflikt zwischen giri und ninjo dar, zwischen der gesellschaftlichen Verpflichtung und den eigenen Bedürfnissen. Dies ist ein häufiges Thema japanischer Kultur und hat seine Wurzeln im Konfuzianismus. Es äußere sich im Willen Utenas, statt eines Mädchens ein Prinz zu sein, in den Duellen und den wechselnden Beziehungen zwischen den Charakteren. Da Populärkultur oft konservative Positionen einnehme, führt Bevorzugung der eigenen Bedürfnisse gegenüber denen der Gemeinschaft, was dem Konfuzianismus entgegensteht, bei Utena zu Leid und Verlust. Schließlich sei aber Utena am Ende möglicherweise nicht wirklich gestorben, sondern wiederauferstanden, wie es auch der Name der Schule, japanisch für Phoenix, nahelegt.
Durch die ungewöhnlichen Ereignisse in eigentlich normaler Schulatmosphäre wirkt der Schauplatz der Serie wie eine Parallelwelt. Darin sieht Drazen auch eine Ähnlichkeit zu Filmen Alfred Hitchcocks und anderer amerikanischer Regisseure, in denen eine Figur von außen in einer zunächst normal erscheinenden Welt existiert, durch eine Entscheidung jedoch in eine zuvor ungeahnte Welt eintritt. Die Rolle dieser Figur nimmt hier Utena ein, die durch das Duell nur Anthy beschützen will, so jedoch in den Kampf um sie verwickelt wird. Außerdem sieht Drazen mehrere Einflüsse des Shintō auf einzelne Episoden, so Ähnlichkeiten zum Schöpfungsmythos im Kojiki.
Die Figur der Utena sieht Drazen in einer Reihe mit Ribon no Kishi und Lady Oscar, die als starke Frauen die Rolle von Prinzen
übernahmen und Frauen in Not halfen. Auch dies ist Absicht Utenas, ihr Gegenpart ist Anthy, die deutlich in die Rolle der Frau in Nöten passt.
Die Serie thematisiere zwar gleichgeschlechtliche Zuneigung, in Form der Gefühle Wakabas zu Utenas, doch diese Liebe bleibt ein reines Gefühl. Auch zeigen beide sonst kein Ausleben von Homosexualität. Utenas kleide sich wie ein Junge, um heldenhaft wie ein Junge sein zu können, es folge nicht auch eine sexuelle Orientierung. In der Darstellung vom Einsatz der Kräfte Anthys in Kämpfen seien klar sexuelle Anspielungen zu erkennen.